# Arrondissement de Clamecy
L'arrondissement de Clamecy est une division administrative française, située dans le département de la Nièvre et la région Bourgogne-Franche-Comté.

## Composition

### Composition avant 2015
Cet arrondissement était composé des cantons suivants :
- canton de Brinon-sur-Beuvron
- canton de Clamecy
- canton de Corbigny
- canton de Lormes
- canton de Tannay
- canton de Varzy

### Découpage communal depuis 2015
Depuis 2015, le nombre de communes des arrondissements varie chaque année soit du fait du redécoupage cantonal de 2014 qui a conduit à l'ajustement de périmètres de certains arrondissements, soit à la suite de la création de communes nouvelles. Le nombre de communes de l'arrondissement de Clamecy est ainsi de 93 en 2015 et 91 en 2016.
Le 1er janvier 2017, la composition de l'arrondissement est modifiée par l'arrêté du 27 décembre 2016. Le nombre de communes passe de 91 à 84.
Au 1er janvier 2024, l'arrondissement groupe les 84 communes suivantes :
1. Amazy
2. Anthien
3. Armes
4. Asnan
5. Asnois
6. Authiou
7. Beaulieu
8. Beuvron
9. Billy-sur-Oisy
10. Breugnon
11. Brèves
12. Brinon-sur-Beuvron
13. Bussy-la-Pesle
14. Cervon
15. Challement
16. Champallement
17. Champlin
18. La Chapelle-Saint-André
19. Chaumot
20. Chazeuil
21. Chevannes-Changy
22. Chevroches
23. Chitry-les-Mines
24. Clamecy
25. La Collancelle
26. Corbigny
27. Corvol-d'Embernard
28. Corvol-l'Orgueilleux
29. Courcelles
30. Cuncy-lès-Varzy
31. Dirol
32. Dornecy
33. Entrains-sur-Nohain
34. Epiry
35. Flez-Cuzy
36. Gâcogne
37. Germenay
38. Grenois
39. Guipy
40. Héry
41. Lys
42. Magny-Lormes
43. La Maison-Dieu
44. Marcy
45. Marigny-sur-Yonne
46. Menou
47. Metz-le-Comte
48. Mhère
49. Moissy-Moulinot
50. Monceaux-le-Comte
51. Montreuillon
52. Moraches
53. Mouron-sur-Yonne
54. Neuffontaines
55. Neuilly
56. Nuars
57. Oisy
58. Ouagne
59. Oudan
60. Parigny-la-Rose
61. Pazy
62. Pouques-Lormes
63. Pousseaux
64. Rix
65. Ruages
66. Saint-Aubin-des-Chaumes
67. Saint-Didier
68. Saint-Germain-des-Bois
69. Saint-Pierre-du-Mont
70. Saint-Révérien
71. Saizy
72. Sardy-lès-Épiry
73. Surgy
74. Taconnay
75. Talon
76. Tannay
77. Teigny
78. Trucy-l'Orgueilleux
79. Varzy
80. Vauclaix
81. Vignol
82. Villiers-le-Sec
83. Villiers-sur-Yonne
84. Vitry-Laché

## Administration
| Période         | Période        | Identité         | Fonction précédente | Observation                                            |
| --------------- | -------------- | ---------------- | ------------------- | ------------------------------------------------------ |
| 21 juillet 2014 | 28 juin 2017   | Nicolas Regny    |                     | nommé directeur de cabinet du préfet du Doubs          |
| 12 juillet 2019 | 6 mai 2021     | Laurent Vignaud  |                     | sous-préfet de Chinon                                  |
| 2 janvier 2023  | 9 octobre 2024 | Cyrielle Franchi |                     | nommée directrice de cabinet de la préfète de l'Allier |
| 25 octobre 2024 | En cours       | Enguerran Robas  |                     |                                                        |

## Démographie
En 2022, l'arrondissement comptait 20 111 habitants.
| 1968   | 1975   | 1982   | 1990   | 1999   | 2006   | 2011   | 2016   | 2021   |
| ------ | ------ | ------ | ------ | ------ | ------ | ------ | ------ | ------ |
| 34 028 | 32 144 | 29 783 | 28 019 | 26 739 | 26 645 | 25 927 | 21 364 | 20 156 |

| 2022   | - | - | - | - | - | - | - | - |
| ------ | - | - | - | - | - | - | - | - |
| 20 111 | - | - | - | - | - | - | - | - |